# Victor Petit
Pour les articles homonymes, voir Victor Petit (homonymie) et Petit.
Victor Petit est un dessinateur d'architecture, lithographe et écrivain français né en 1817 à Troyes (Aube) et mort en 1871 à Aix-les-Bains.

## Biographie

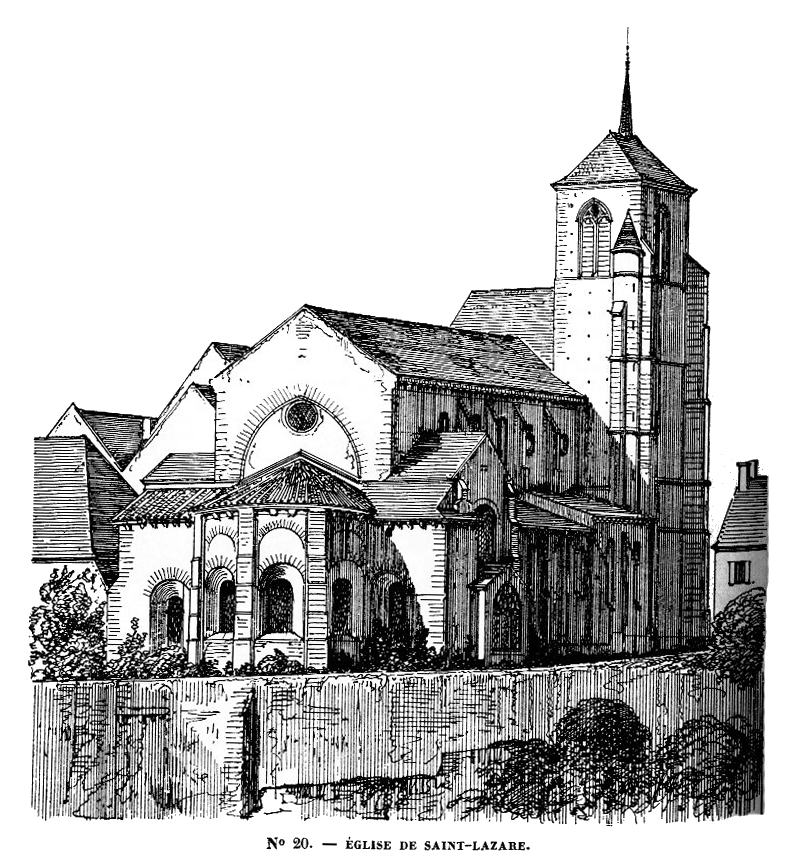
Église Saint-Lazare d'Avallon
Dessin de Victor Petit

Il est le fils de Michel Victor Petit, devenu professeur de dessin au collège de Sens, et de Marie-Rose Baltet. Son frère cadet Stanislas (1821-1871), avec lequel il conserva une grande complicité, se consacra au dessin industriel et géométral et fut conducteur des Ponts et Chaussées. Il est élève de Jean-Siméon Fort, peintre de batailles auquel il empruntera le goût du détail et des grandes perspectives. Il aurait également été disciple de Lemercier, célèbre inventeur de la chromolithographie. À partir de 1838, il collabore avec l'Annuaire de l'Yonne, notamment par son "Guide pittoresque du département de l'Yonne" qui sera publié sous forme d'itinéraires pendant plus de vingt ans (1842-1864).
Victor Petit collabore régulièrement de 1838 à 1844 à la revue Les arts du Moyen Âge dirigée par Alexandre du Sommerard, fondateur du musée de Cluny. Il donne plusieurs planches dans l'atlas du grand ouvrage publié sous le même titre. Son œuvre est très appréciée : « Le comité (des Arts et Monuments) donne les plus grands éloges à ces dessins exécutés dans une manière nouvelle, propre à M. Victor Petit, et qui lui permet d'accentuer, comme un architecte, les plus minutieux détails, les formes des bases et des chapiteaux. L'effet et la beauté du dessin, loin de perdre à cette exactitude géométrique, sont relevés au contraire avec plus d'intensité. Le comité apprécie hautement cette méthode qui concilie les exigences de l'archéologie et les caprices du pittoresque ». L'article est de Didron, secrétaire du Comité, qui deviendra son ami.
Son père a contribué aux Voyages Pittoresques du baron Taylor, notamment aux volumes de l'Auvergne (1829-33), puis du Languedoc (1833-34-35-37), alors même que le genre lithographique commence à se banaliser. Lui-même travaille ensuite, comme dessinateur ou lithographe, à la Picardie (1835-40-45), à la Bretagne (1845-46), au Dauphiné (mis en chantier en 1843, paru en 1854), et à la Champagne (mis en chantier vers 1841, paru en 1857). Il participe aussi, comme lithographe, à l'Ancienne Auvergne d'Adolphe Michel, ainsi qu'à la Vendée Monumentale  et le Maine et l'Anjou du baron de Wismes. Il fréquente également l'archéologue Arcisse de Caumont.
Comme de nombreux artistes "bohèmes" de son temps, Victor Petit voyage beaucoup. Il accompagne deux fois Du Sommerard en Italie (1840 et 1842). Il y retournera en 1854 avec Didron l'aîné. Entretemps, il a publié une longue suite de Chalets suisses et savoyards (chez Avanzo et Gambart, au moins 80 planches en couleurs), des vues d'Angleterre, d'Allemagne, etc. Le sous-titre de son Architecture nouvelle (1856) précise : Recueil de constructions modernes exécutées en France, en Angleterre, en Allemagne, en Italie, dessinées d’après nature. Comme nous l'indique son ami Challe en 1856, « Chaque année M. Petit quitte Paris l'été, et commence ses pérégrinations artistiques ; il a déjà ainsi parcouru une grande partie de l'Europe le crayon à la main, toujours observant et dessinant ; ses cartons renferment une quantité incroyable de vues de toutes sortes, nul mieux que lui n'a connu et dessiné tous les monuments de l'Europe »"
Parmi les monuments historiques, Victor Petit aime particulièrement les châteaux. Il a commencé par celui de Fleurigny, près de Sens, dès 1838, puis il a illustré l'ouvrage de Chaillou des Barres sur Ancy-le-Franc, Saint-Fargeau, Chastellux et Tanlay (1845, 12 planches). Il dessine un album de 9 planches sur le château de Hautefort (Dordogne) en 1849 (mais publié dix ans plus tard), et rédige la notice de celui de Pinon (Aisne), appartenant à Ernest Dubois de Courval. Mais son intérêt se précise avec Architecture Pittoresque, ou Monuments des XVe et XVIe siècles, recueil de 100  + 1 planches paru chez Boivin (s.d., 1854) (le frontispice est intitulé Châteaux de France des XVe et XVIe siècles), et surtout ses Châteaux de la vallée de la Loire des XVe, XVIe et XVIIe siècles, dessinés d'après nature et lithographiés par VP (Paris, Boivin, 1864 ; lithogr. Godard ou Becquet frères). 2 volumes grand in-folio de 50 planches chacun. Les deux tomes suivent approximativement le cours de la rivière, la séparation ayant lieu en Indre-et-Loire. Ce sont le plus souvent des vues d'architecte (élévations de façades), d'une précision scrupuleuse. A l'occasion du Congrès archéologique de France tenu à Saumur (1862), il se fait historien et donne une conférence remarquée sur « l'architecture des châteaux en Touraine et en Anjou au XVe et au XVIe siècle ».
Victor Petit est également connu pour ses vues des Pyrénées. Dès la fin des années 1840, délaissant la Suisse, il voyage dans les stations thermales, soit pour sa propre santé, soit pour accompagner de riches commanditaires. Il publie des recueils consacrés à chaque ville d'eau "et ses environs" (principalement Luchon, mais aussi Bagnères de Bigorre, Cauterets, Saint-Sauveur, Barèges, les Eaux bonnes, les Eaux chaudes, ou Pau), à la composition variable, adaptée à tous les budgets. Le total représente plus de 120 planches, d'une qualité assez inégale. Son chef-d'œuvre est un grand panorama de la chaîne des Pyrénées pris depuis la place de Pau, « d'une exactitude telle que le plus petit chalet y est indiqué ». Les recueils sont publiés par Bassy à Pau, chez Dulon à Bagnères-de-Bigorre, à Paris par les frères Thierry, et finalement par Monrocq (après 1860). Il a pour précurseurs ou concurrents le remarquable Melling, Cervini, Jacottet, Gorse, Cicéri, Édouard Paris, ou Alexandre de Bar (aussi publié chez Monrocq). Certains font preuve de la même minutie, comme Gorse, qui cependant maîtrise moins bien l'architecture ; et surtout Cicéri, dont la science des contrastes donne à ses cascades et rochers une impression quasi photographique. Victor Petit s'efforce de l'égaler, et y parvient parfois mais sans jamais le dépasser.

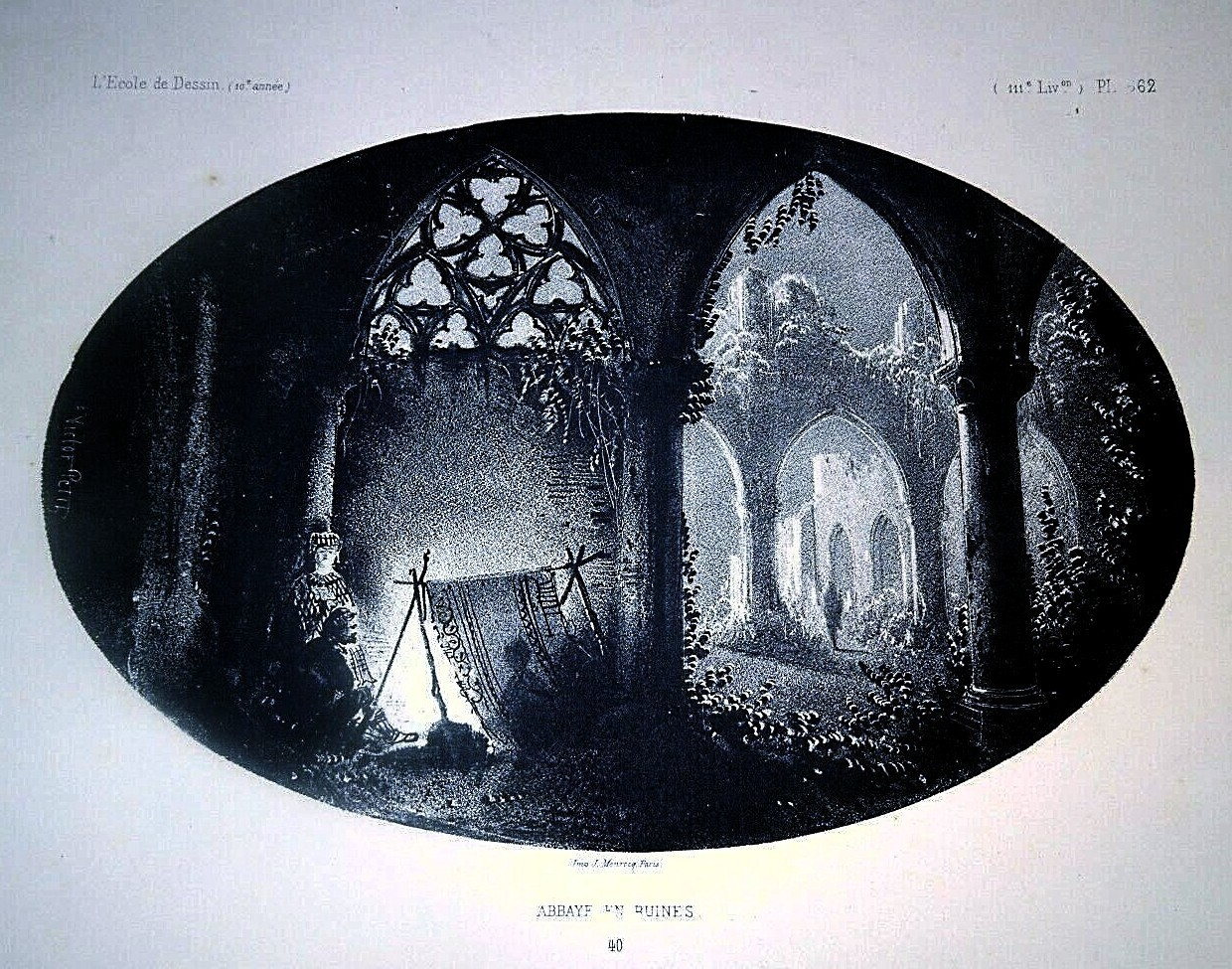
Victor Petit - Une abbaye en ruines. Lithographie, vers 1850.

Sa rencontre vers 1853 avec les frères Monrocq, spécialisés dans les cartes et plans en couleurs, semble marquer un tournant décisif dans sa carrière, qui va s'orienter vers l'architecture. Cette entreprise avait été fondée en 1848 par Jean-Noël Monrocq (1819-1913), qui fut, sinon l'inventeur de la lithographie sur zinc, du moins le premier à l'utiliser en 1865, puis Lucien Monrocq lui succéda. Elle était située au 3 rue Suger, non loin de l'hôtel de Cluny. Victor Petit, sans abandonner les monuments historiques, y réalisa environ 600 planches en 9 recueils, exclusivement consacrés à l'architecture contemporaine. Il est d'ailleurs qualifié d'architecte dans l'acte de décès de son père, en 1865 à Sens, mais son diplôme n'a pas été retrouvé. À partir de décembre 1853 paraît la première livraison des "Habitations champêtres", au bureau du journal L’École de dessin et Monrocq frères (sans date) : « Cet ouvrage sera composé de 100 Planches et sera terminé en mars prochain » (1855 ? en fait, elle se poursuit jusqu'en septembre) ; les planches ont paru en noir dans "l'Album" joint au journal, puis en recueil colorié. C'est ensuite "Architecture nouvelle"  (1856, 50 planches de constructions modernes exécutées en France et pays voisins), "Petits modèles d'architecture" (1857, 50 planches), suivi de "Petits dessins" (nouveau recueil de 100 planches, 1867, illustrant des édifices publics ou privés de médiocre facture), "Maisons de campagne des environs de Paris" (1858, 50 planches, façades et plans), "Parcs et jardins des environs de Paris" (1861, 50 planches), "Petites constructions pittoresques" (1867, 50 planches, simples épures sur zinc, sauf les fabriques et ornements de parcs), "Habitations cosmopolites, Recueil de maisons… de tous les pays" (1868, 50 planches, paru à l'occasion de l'Exposition universelle de 1867), suivi en 1869 par un "Nouveau recueil de maisons… " (40 planches, toujours chez Monrocq). Bien qu'on ait pu qualifier cette production, d'ailleurs très inégale, « d'industrielle » (Daudin), certaines vues, notamment les premières, sont joliment coloriées grâce aux procédés des Monrocq, et très décoratives.
Ces modèles d'architecture, à but didactique, sont complétés par de véritables manuels de dessin : Cours de paysage (1853, 24 pl) ; L’École de Dessin (paru en journal, auquel Petit aurait participé) ; L’Écolier parisien, ou l'ABC du dessin ; 52 recueils, classés en 9 catégories (dessin linéaire, figure, paysage...), étaient en vente en 1867 ; Victor Petit serait l'auteur de douze d'entre eux. Il faut y ajouter Petits exercices de dessin linéaire (40 planches, parfois attribué à son frère Stanislas), Constructions communales (30 planches), et Architecture monumentale (dessins cotés d'églises historiques en grand format, 5 planches)
Vers 1858, Victor Petit quitte les Pyrénées pour la Provence, au climat plus tempéré pour sa santé. À l'époque, la Côte d'Azur ne se fréquente qu'en hiver. L'artiste s'intéresse aux antiquités de Fréjus (Esquisses des monuments romains de Fréjus, d'abord paru dans le Bulletin Monumental de 1864, qui est complété en 1867 avec Fréjus, Forum Julii, Note descriptive..., 142 pages, illustré de "100 dessins" (en réalité 82). Il est également l'auteur d'un guide de la ville d'Arles, resté manuscrit.
Il fixe sa résidence à Cannes en 1864, protégé par le duc et la duchesse de Vallombrosa, qui lui concèdent l'usufruit d'une petite maison au pied de leur énorme "château des Tours". Mais il arrive trop tard pour publier un recueil véritablement artistique, le monumental ouvrage de Benoist "Nice et Savoie" venant de paraître. Il envisage alors d'illustrer les "Plages de France et d'Italie", de Toulon à San Remo, en 5 albums de petit format oblong, de 20 planches chacun ; mais seuls deux paraîtront : un Album de Cannes, Vues en couleurs d'après les aquarelles de VP (2 éditions), et un Album sur Nice et Villefranche. Ils comprennent de longs dépliants (jusqu'à 1,85 m.) vus depuis la mer, exécutés au tire-ligne, qui sont bien loin d'avoir les qualités artistiques de ses panoramas des Pyrénées ; mais les couleurs des frères Monrocq arrivent à leur donner un certain charme. Il est encore l'auteur d'affiches et de prospectus pour des hôtels du voisinage. Son souci touristique se manifeste dans le projet d'une grande carte de la ville (qui ne verra pas le jour), et dans un guide, Promenades des étrangers dans la ville et ses environs (publié chez Robaudy, un libraire cannois, s.d., vers 1865, suivi d'une liste des hôtels, pensions et villas), constamment remanié et augmenté ; mais malgré ses efforts, il ne pourra jamais concurrencer les guides anglais. Il entre au bureau de la nouvelle "Société des Sciences Naturelles et Historiques, des Lettres et des Beaux-Arts de Cannes et de l'Arr. de Grasse", fondée en 1868. Avec son président Auguste Macé, il envisage alors "de grands projets", c'est-à-dire de publier une monographie des monuments de la région, et prépare quantité  d'esquisses (aujourd'hui perdues).
Victor Petit avait gardé la maison de son père à Sens. Il est l'auteur de nombreuses notices et guides destinés aux voyageurs dans l'Yonne. Il publie également des cartes archéologiques principalement axées sur les vestiges gallo-romains du département (1851). Il a enfin le projet de réunir ses notes et dessins (plus de 2000) dans un grand ouvrage, non plus organisé en itinéraires mais traitant du patrimoine de toutes les communes, à l'instar de la statistique monumentale du Calvados à laquelle il avait jadis collaboré. En 1870, il commence à publier le premier volume (intitulé 2ème) de sa Description des Villes et Campagnes de l'Yonne relatif à l'arrondissement d'Avallon, mais les quatre autres arrondissements prévus (1-Auxerre, 3-Joigny, 4-Sens, 5-Tonnerre) ne paraitront jamais. La mort prématurée de son frère, en 1871, l'affecta beaucoup. Il mourut cinq mois plus tard, à l'âge de cinquante-quatre ans, probablement de phtisie, à Aix-les-Bains où il était allé se soigner.
Il était membre du Conseil de la Société française d'archéologie pour la conservation des monuments, membre de l'Institut des provinces (fondé par Arcisse de Caumont), et de plusieurs associations locales. Ce sont la Société Archéologique de Sens, dès sa fondation en 1845, la Société des Sciences de l'Yonne (fin 1858), la Société des Sciences et Lettres... de Cannes également depuis sa fondation (1868) , et probablement d'autres.
Les plus belles œuvres de Victor Petit sont aussi rares que recherchées, notamment ses Chalets, ses Habitations champêtres et ses lithographies des châteaux de la Loire. Son éditeur lui attribue 2 000 lithographies et plus de 10 000 dessins. Ceux concernant l'Yonne, longtemps conservés par l'éditeur Gallot (père et fils), ont été vendus aux enchères dans les années 1920. Ceux qu'il gardait dans sa maison de Cannes, légués à la Société locale et cédés par elle à la ville en 1878, semblent aujourd'hui perdus. Il lègue son mobilier aux Petites Sœurs des Pauvres. Sa mère, Marie-Rose Baltet, survivra à toute sa famille et mourra à Melun en 1873.
La ville de Sens lui a dédié une petite rue sur l'île d'Yonne.

## Œuvres
- Itinéraire des voies gallo-romaines qui traversent le département de l'Yonne, Paris, 1851. (Carte sur Gallica)
- Victor Petit et al. (préf. M. Raudot), Description des villes et campagnes de l'Yonne, recueil de notices historiques, biographiques, géographiques, géologiques, agricoles, etc. concernant toutes les communes du département, vol. 2 (arrondissement d'Avallon), Auxerre, Ch. Gallot, 1870, XXIV-352 p. (lire en ligne). Texte sur deux colonnes, avec 1 grande carte dépliante de l'arrondissement, 5 cartes des cantons à double page, 3 plans de villes h-t. (Avallon ancien, Avallon moderne, Vézelay), et 331 dessins (avec table). Les 6 lithographies annoncées, préalablement parues dans l'Annuaire de l'Yonne, ne furent jamais jointes au volume, leur éditeur Perriquet ayant sans doute refusé de les céder à son concurrent Gallot.
  - Réédition 1883. En 1917, l'ouvrage prend le titre : Les Villes et Campagnes de l'Avallonnais, avec 5 cartes coul. Autres éditions : Ed. de Civry ? ; FERN, 1971 ; Avallon, Libr. Voillot, 1988 ; idem, 2001.
- Esquisses des monuments romains de Fréjus (s.d.)
- Guide pittoresque des voyageurs dans la cathédrale de Sens, 1849
- Châteaux de France des XVe – XVIe siècles, cent lithographies, Paris, Boivin, sd, in-4, 1860
- Une matinée au château de Pinon (Aisne), Laon, Fleury, 1856 (« Cette brochure se vend exclusivement au profit des Pauvres de la commune de Pinon ».)

- Châteaux de la vallée de la Loire des XVe, XVIe et XVIIe siècles Paris, Boivin, 1861, 2 vol. (100 pl.)
- Souvenirs des Pyrénées : vues prises aux environs des eaux thermales de Bagnères de Bigorre, Bagnères de Luchon, Cauteretz, Saint-Sauveur, Berèges, les Eaux bonnes, les Eaux chaudes & Pau, A. Bassy, 1861.
- Maisons de campagne des environs de Paris
- Parcs et jardins des environs de Paris : Nouveau recueil de plans de jardins et petits parcs, dessinés à vol d'oiseau dans les genres français, anglais, suisse, etc. : variés de forme et de grandeur et accompagnés de constructions formant l'ornementation des jardins, pavillons, chalets ..., Monrocq frères, 1861, in-f°, 50 planches couleurs.
- Guide pittoresque dans la ville d'Auxerre, 1858
- Architecture nouvelle : recueil de constructions modernes exécutées en France, en Angleterre, en Allemagne, en Italie
- Annuaire Historique du Département de l'Yonne, Auxerre, 1846.